# Anthony E. Nicholas
Anthony E. Nicholas (* um 1960) ist ein Filmproduzent, der 1991 mit und für den Kurzfilm Senzeni Na? für einen Oscar nominiert war.

## Filmprojekt
Über Nicholas’ Werdegang und seinen beruflichen Weg ist bis auf eine Ausnahme nichts bekannt. Gemeinsam mit Bernard Joffa produzierte er den 1991 für einen Oscar in der Kategorie „Bester Kurzfilm“ nominierten Film Senzeni Na? (deutsch in etwa Was machen wir?). Der Film handelt davon, wie ein Schwarzer 1980 in Südafrika des Terrorismus verdächtigt, angeklagt und durch weiße Polizisten gefoltert wird. Der Oscar ging jedoch an Adam Davidson und dessen Film The Lunch Date. In Davidsons Film geht es um eine Verwechslung in einem Café, bei der sich eine weiße Frau an den Tisch eines Schwarzen setzt in dem Glauben, sie sitze an ihrem Tisch.

## Filmografie (Auswahl)
- 1990: Senzeni Na? (Kurzfilm; Produzent)

## Auszeichnung
- 1991: Oscarnominierung zusammen mit Bernard Joffa für und mit dem Film Senzeni Na? in der Kategorie „Bester Kurzfilm“